# إريك تومسون
إريك تومسون (بالإنجليزية: Erik Thomson)‏ هو ممثل أسترالي، ولد في 27 أبريل 1967 في المملكة المتحدة.

## وصلات خارجية
- إريك تومسون على موقع IMDb (الإنجليزية)
- إريك تومسون على موقع ألو سيني (الفرنسية)
- إريك تومسون على موقع أول موفي (الإنجليزية)
- إريك تومسون على موقع قاعدة بيانات الفيلم (الإنجليزية)
- إريك تومسون على موقع كينوبويسك (الروسية)